# Mortefontaine-en-Thelle
Mortefontaine-en-Thelle is een gemeente in het Franse departement Oise (regio Hauts-de-France). De plaats maakt deel uit van het arrondissement Beauvais. Mortefontaine-en-Thelle telde op 1 januari 2022 975 inwoners.

## Geografie
De oppervlakte van Mortefontaine-en-Thelle bedroeg op 1 januari 2022 6,02 vierkante kilometer; de bevolkingsdichtheid was toen 162 inwoners per km².

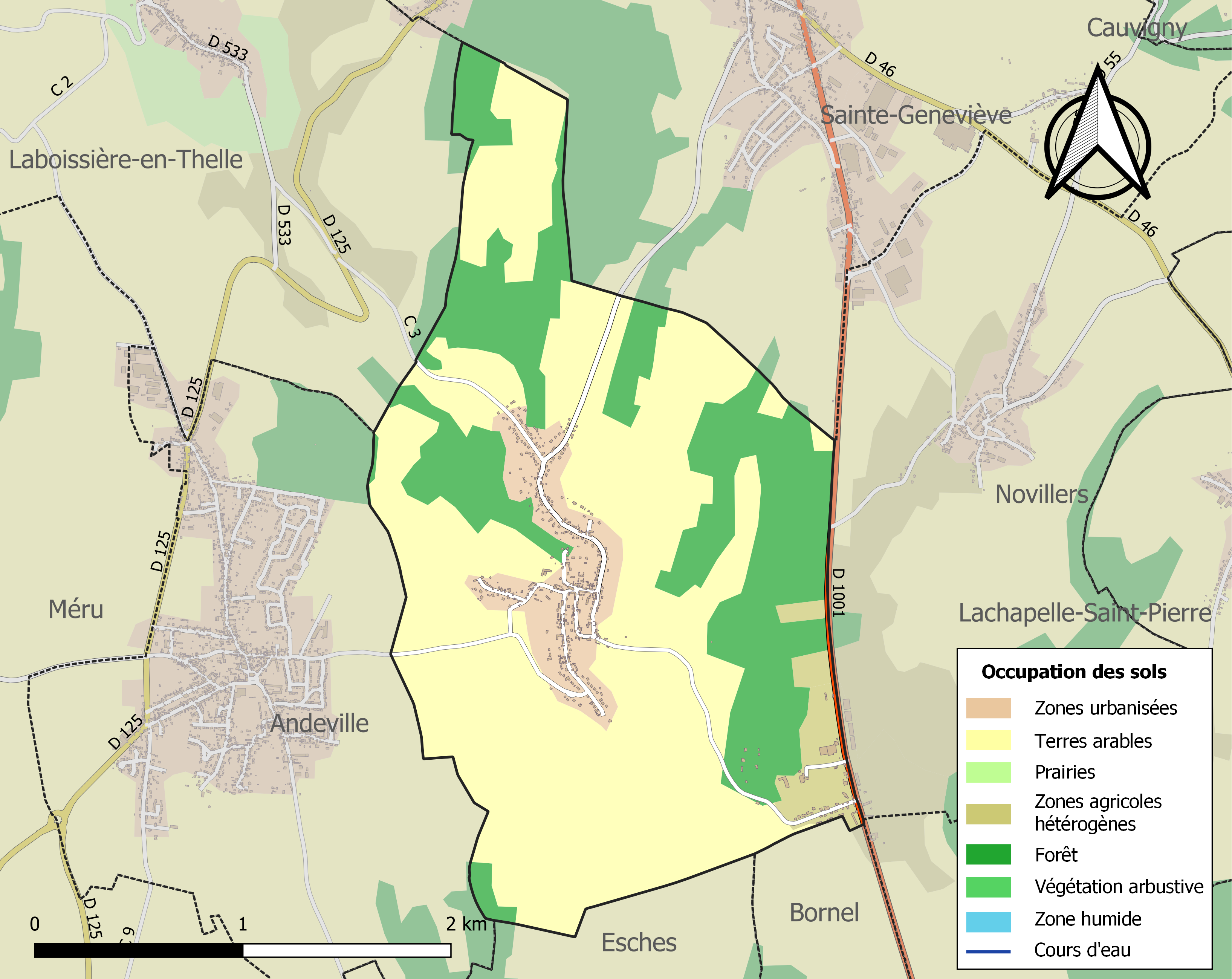
Kaart van de gemeente met belangrijkste infrastructuur, bodemgebruik en omliggende gemeenten

## Demografie
Onderstaande figuur toont het verloop van het inwonertal (bron: INSEE-tellingen).